# ونگس
ونگس (به اسپانیایی: Vanegas) یک منطقهٔ مسکونی در مکزیک است که در سن لوئیس پوتوسی واقع شده‌است.